# Boljare (okręg jablanicki)
Boljare (cyr. Бољаре) – wieś w Serbii, w okręgu jablanickim, w gminie Vlasotince. W 2011 roku liczyła 1004 mieszkańców.